# Скоренов, Александр Владимирович
Александр Владимирович Скоренов (род. 18 декабря 1999, Гомель) — белорусский хоккеист, нападающий.

## Биография
Начал заниматься хоккеем в гомельской СДЮШОР-5, первый тренер Владимир Потапов. В сезоне 2016/17 играл в высшей лиге за «Гомель-2», в следующем сезоне дебютировал в составе «Гомеля». Сезон 2018/19 начал в команде Белоруссия U20, затем вернулся в «Гомель». 19 мая 2021 года подписал двухлетний контракт с петербургским СКА, отыграл сезон в команде ВХЛ «СКА-Нева». 25 мая 2022 года подписал двухлетний двухсторонний контракт с московским «Динамо» в результате обмена на Андрея Педана. 1 мая 2023 года вместе с Эмилем Пьяновым был обменян в «Северсталь» на Даниила Пыленкова.
6 декабря 2024 года сделал хет-трик в ворота «Барыса» (5:3). До этого не забрасывал в 7 матчах КХЛ подряд.
В мае 2025 года сыграл за сборную Беларуси в серии матчей с командой Россия-25. Принял участие в 4 встречах из 5, набрав 5 (3+2) результативных баллов. Скоренов стал героем двух матчей — первой против россиян (4:2), где оформил 1+2, а также с командой Казахстана на Qazaqstan Hockey Open (2:0), где забросил победную шайбу.

## Достижения
- Обладатель Кубка Белоруссии 2018
- Второй призёр чемпионата Белоруссии 2021
- Победитель Кубка Первого канала 2022